# Stay with the Hollies
Albums de The Hollies
In the Hollies Style
(1964)
Singles
1. Stay (en)
Sortie : novembre 1963

Stay with the Hollies est le premier album studio du groupe The Hollies, sorti début 1964. Il se compose presque uniquement de reprises, Little Lover étant le seul titre écrit et composé par des membres du groupe.
Il se classe no 2 du Top 20 des meilleures ventes d'albums au Royaume-Uni en avril 1964, derrière With the Beatles des Beatles.

## Titres
| 1. | Talkin' 'bout You       | Chuck Berry                  | 2:11 |
| 2. | Mr. Moonlight           | Roy Lee Johnson (en)         | 2:09 |
| 3. | You Better Move On (en) | Arthur Alexander             | 2:48 |
| 4. | Lucille                 | Al Collins, Little Richard   | 2:29 |
| 5. | Baby Don't Cry          | Tony Hiller (en), Perry Ford | 2:09 |
| 6. | Memphis                 | Chuck Berry                  | 2:36 |
| 7. | Stay (en)               | Maurice Williams (en)        | 2:16 |

| 8.  | Rockin' Robin               | Jimmie Thomas (en)                | 2:20 |
| 9.  | Whatcha Gonna Do 'Bout It   | Gregory Carroll (en), Doris Payne | 2:21 |
| 10. | Do You Love Me (en)         | Berry Gordy                       | 2:13 |
| 11. | It's Only Make Believe (en) | Conway Twitty, Jack Nance         | 3:18 |
| 12. | What Kind of Girl Are You   | Ray Charles                       | 3:04 |
| 13. | Little Lover                | Graham Nash, Allan Clarke         | 2:03 |
| 14. | Candy Man                   | Fred Neil, Beverly Ross (en)      | 2:35 |

## Musiciens
- Allan Clarke : chant
- Tony Hicks : guitare, chant
- Graham Nash : guitare rythmique, chant
- Eric Haydock : basse
- Bobby Elliott : batterie

## Classements
| Classement                    | Meilleure position | Semaines dans le Top 20 |
| ----------------------------- | ------------------ | ----------------------- |
| Royaume-Uni (UK Albums Chart) | 2                  | 25                      |